# هدى حداد
هدى حداد (15 أغسطس 1944 -)، مغنية وممثلة لبنانية، والشقيقة الصغرى للمطربة فيروز.

## نشأتها
أمها هي ليزا بستاني، لديها شقيق يدعى جوزيف وشقيقتين أمال ونهاد (المطربة فيروز)، نزحت عائلتها إلى زقاق البلاط وهي منطقة في بيروت، وتُعد هدى حداد ابنة الشوف أيضاً حيث تزوجت من شوقي زياده وهو من الشوف ولديهما ابن وابنة وهما: جوزيف ودينا.

## حياتها الفنية
هدى حداد لازمت أختها الفنانة الكبيرة فيروز في جل أعمالها الفنية وإن اكتفت أحياناً بأدوار قصيرة ولكن هذا لم يمنع من أنها حققت لنفسها الكثير من المجد والشهرة التي تصاحب كل من غنى للرحابنة أو وقف مشاركاً لفيروز في أعمالها الضخمة الناجحة من أفلام ومسرحيات.
كما قامت بتمثيل مجموعة من المسلسلات التلفزيونية اللبنانية مثل مسلسل «أيام الدراسة» مع علي الخليل ولمياء فغالي ودارينا الجندي وإبراهيم مرعشلي وأحمد الزين وليلى كرم. ومسلسل من يوم ليوم سنة جزءأول 1972 والجزء الثاني سنة 1979 وقامت بالغناء مع أختها فيروز في مسرحية ميس الريم ولولو وسهرة حب ومسرحية بترا في 1977. كذلك مسرحية أخر أيام سقراط لمنصور رحباني سنة 1998 وأخيراً أوبرا الضيعة سنة 2009 . وقدمت البرنامج الغنائي دفاتر الليل 1971. كما شاركت الفنان رياض شرارة في تقديم البرنامج الإستعراضي «ساعة وغنّيّة»، وفيه غنت للمرة الأولى أغنية «خليني حبك» من كلمات زياد الرحباني.
جميلة ورقيقة ومُعبرة الصوت،
عذبة الإحساس، صوت ساحر،
سالوهـا مرة عن سبب عدم انتشارها؟
قالت إذا شرقت الشمس نورها بيغطي النجوم
اشتركت الفنانة هدى حداد في المدرسة الفنية الرحبانية ابتداءً من مسرحية (دواليب الهوى) عام 1962، وكانت تمثل البنت الريفية البريئة بوجهها الحيوي الشاعري الذي يفيض حيوية وأنوثة وبراءة. وقد غنت مجموعة من الأغاني الخفيفة في المسرحيات والاسكتشات التلفزيونية نذكر منها في إحدى الاسكتشات أغنية (درج الياسمين يا طالع طالع، درج الياسمين لعندو طالع، حبينا كتير وانطرنا كتير وعدنا تلاقينا ع درج الياسمين).
هذه الأغنية مميزة جداً باللحن والتوزيع والكلمات والأداء، إنها أغنية مرحة وعذبة وتثير مشاعر الحب، هذه الأغنية تجعلنا نعيش في عالم وردي وكأننا ننتظر أن نعيش قصة حب حتى ولو في الخيال. كما أدت أيضاً أغنية وردية أخرى في مسرحية (قصيدة حب) اسمها (اسمي خبيتو بنسمة وقلتلها غيبي مين اللي سرقلي اسمي وعطيو لحبيبي).
أيضاً كان للفنانة هدى حداد حوارات نثرية في جميع المسرحيات، ابتداءً من مسرحية (بياع الخواتم) حتى (بترا)،1977 إما شخصية ثانية أو ثالثة. كما أدت أغاني حقيقية مثل (رزق الله ع العربيات) و (ع الشارة تلاقينا). إن وجود شخصية بريئة مثل هدى حداد ضروري لاكتمال المسرح الغنائي الشاعري البريء البعيد عن الإثارة والفتنة.
ظهرت فنانة صاعدة تحمل نفس الاسم وذلك ليكتمل الخناق على هذه الفنانة الكبيرة ورغم ذلك بقيت في قلوب الكثيرين رغم استغلال البعض لإسمها وفنها.
هدى حداد كشقيقتها الكبرى فيروز قليلة الظهور وخاصة في الآونة الأخيرة ولو أُعطيت حقها لكانت كفيروز.
إنها هدى حداد بصمة متميزة في عالم الفن.
قدمت العديد من المسلسلات والأغاني في الثمانينيات والتسعينيات، بيني وبينك يا هالليل، يابياعة، لا يسمعنا حدا، لينا ويا لينا، عالشارة تلاقينا، لو أنا سعيدة. أيضاً قامت بأداء حفلات غنائية في لبنان كما قامت بتمثيل مجموعة من المسلسلات التلفزيونية اللبنانية.

## أعمالها

### المسلسلات
- أيام الدراسة
- من يوم ليوم الجزء الأول 1972 والجزء الثاني سنة 1979

### المسرحيات
- صيف ٨٤٠
- دواليب الهوا
- بياع الخواتم
- قصيدة حب
- هالة والملك
- الشخص
- يعيش يعيش
- صح النوم
- ناس من ورق
- ناطورة المفاتيح
- ميس الريم
- المحطة
- لولو
- بترا
- آخر أيام سقراط، 1998

### الأفلام
- بياع الخواتم
- سفر برلك
- الزوجة المفقودة

### البرامج
- ساعة وغنية
- دفاتر الليل
- مع الحكايات
- ضيعة الأغاني
- سهرة الحب
- من يوم ليوم